# Griechische Eishockeyliga 1989
Die Saison 1989 war die erste Spielzeit der griechischen Eishockeyliga, der höchsten griechischen Eishockeyspielklasse. Meister wurde Aris Saloniki.